# Великий перелом
«Великий перелом» — вираз Й. В. Сталіна, яким він охарактеризував розпочату в кінці 1920-х в СРСР політику форсованої індустріалізації та колективізації сільського господарства. Вперше термін був запроваджений на пленумі ЦК ВКП(б) 10-17 листопада 1929 р., де говорилося про те, що план першого року п'ятирічки виконано успішно. Саме це було затверджено в постанові РНК СРСР від 1 грудня 1929 «Про контрольні цифри народного господарства на 1929—1930 рр.». Отже, вислів «великий перелом» означав перехід до «соціалістичного» переустрою села.

## Історія
XV з'їзд ВКП(б) (грудень 1927 р.) прийняв директиви щодо першого п'ятирічного плану розвитку народного господарства СРСР. Завдяки цьому плану модернізаційні процеси мали охопити усі сфери життя. Відповідно до п'ятирічного плану розроблялися також плани економічного розвитку України. У травні 1929 року вони були затверджені XI Всеукраїнським з'їздом рад.
На капітальне будівництво в СРСР планувалося виділити 64 млрд крб., а з них на Україну — 13 млрд крб.
У перший рік п'ятирічки високий темп розвитку забезпечило те, що економіка СРСР ще відчувала імпульси НЕПу. За п'ятирічним планом валова продукція промисловості УСРР у 1928/29 р. збільшилася на 20 % проти 16,5 %.
Влада намагалася будь-якими методами сприяти інтенсивній праці робітників для виконання поставлених завдань. ЦК ВКП(б) 9 травня 1929 р. прийняв постанову «Про соціалістичне змагання фабрик та заводів», якою зобов'язував профспілки забезпечити організацію змагання.
Під час економічної кризи, яка охопила в 1929 р. капіталістичний світ, успіхи першого року п'ятирічки створили ілюзію можливості швидко вийти з економічної відсталості та ввійти у число найбільш економічно розвинутих країн. Більшість більшовиків підтримували це рішення про економічний «стрибок», бо розуміли, що саме це забезпечить побудову соціалізму за декілька років. Але потреби народу не бралися до уваги і казали, що успішне майбутнє варте кількох років тяжкої праці та повного самообмеження.
І вже з осені 1928 р. у містах почалося введення карток на хліб для робітників та службовців. Масло та цукор давали лише частині населення, а на решті економили.
У 1929 р. на листопадовому пленумі ЦК ВКП(б) було вирішено за будь-яку ціну прискорити розвиток машинобудування та інших галузей великої промисловості. Це означало не всебічний, рівномірний розвиток економіки, а інтенсивний розвиток окремих виробництв задля створення нових заводів та фабрик. Й. Сталін у статті «Рік великого перелому», опублікованій до 12-ї річниці Жовтневого перевороту, оголосив запланований приріст великої промисловості на 1929/1930 р.— 32 %. У липні 1930 р. відбувся XVI з'їзд ВКП(б), на якому Сталін виступив із пропозицією декретувати на 1930/1931 господарський рік 45 % приросту промислової продукції.
5 грудня 1929 р. ЦК ВКП(б) ухвалив постанову «Про реорганізацію управління промисловістю», згідно з якою підприємства, а не трести стали головними ланками управління. Але підприємства були позбавлені економічної самостійності, яку мали трести.
Нові, впроваджені Москвою адміністративно-директивні методи управління характеризувалися централізацією та суворою регламентацією. Кредитна та податкова реформи 1930 р. ліквідували фінансові обмеження для підприємств. Керівників новобудов, які намагалися виконати сталінські директиви, спіткали численні труднощі: нестача коштів, устаткування, брак кваліфікованих кадрів, загальна техніко-економічна відсталість. Форсованому економічному розвитку було принесено в жертву життєвий рівень народних мас. Максимальна концентрація коштів на розвиток важкої промисловості загострила й без того скрутну ситуацію в легкій промисловості.